# 下川手インターチェンジ
下川手インターチェンジ（しもかわてインターチェンジ）は、岐阜県岐阜市東川手にある国道21号（岐大バイパス）のインターチェンジである。
岐阜県道・愛知県道14号岐阜稲沢線（岐阜東通り）に接続する。岐大バイパス開通当初に設置されたインターチェンジである。国道21号から羽島郡笠松町方面、岐阜市市街地方面への利用者が多い。

## 周辺
- 済美高等学校
- 岐阜中央卸売市場
- 名鉄名古屋本線 岐南駅
- 加納城址
- 革手城址